# بات برستون
بات برستون (بالإنجليزية: Pat Preston)‏ هو لاعب كرة قدم أمريكية أمريكي، ولد في 15 يونيو 1921 في كيرنيرسفيل في الولايات المتحدة، وتوفي في 23 يونيو 2002 في ماونت إيري في الولايات المتحدة.